# Thái miếu (Bắc Kinh)

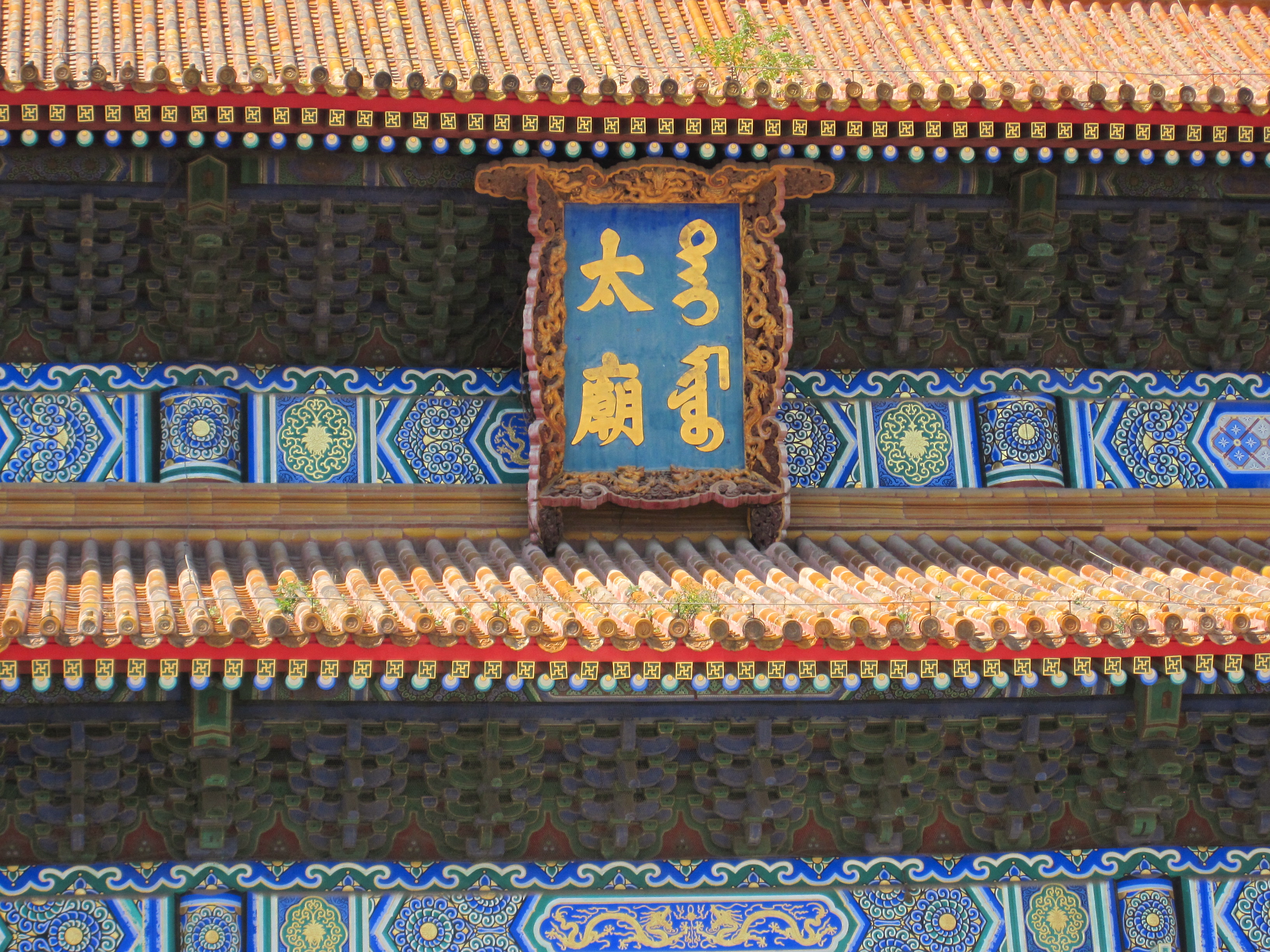
Phía trên mái Thái miếu

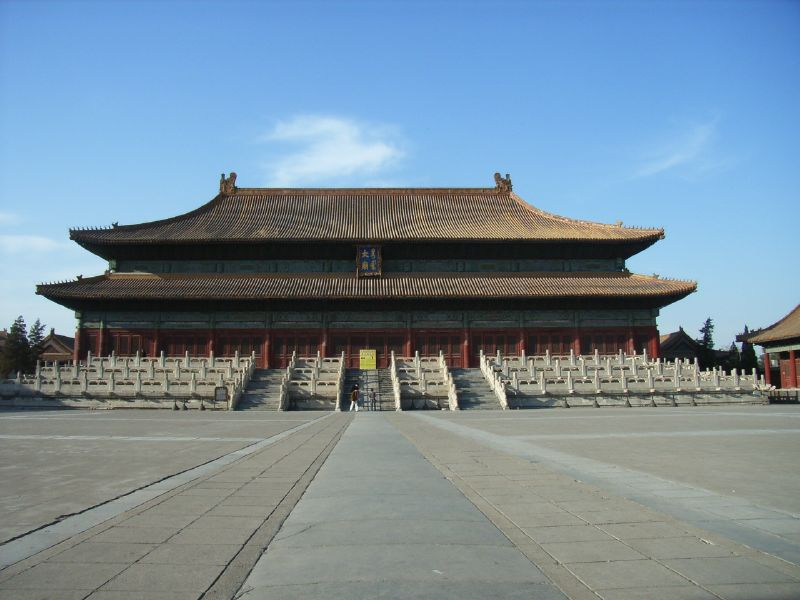
Thái Miếu Bắc Kinh

Thái Miếu hay Đền thờ Tiên đế giản thể: 太庙; phồn thể: 太廟; bính âm: Tàimiào), còn gọi là 明堂 Mingtang - Minh Đường) là một di tích lịch sử có niên đại từ nhà Minh và nhà Thanh ở Bắc Kinh. Nó nằm phía đông của tháp Thiên An Môn. Hoàng đế các triều cúng tế tổ tiên trong đền thờ. Hệ thống đền bao gồm gian phía trước, gian giữa, gian sau hội trường và các gian trong của cả hai bên. Từ năm 1924, Thái Miếu trở thành Công viên Hòa Bình. Kể từ năm 1950 trở thành Cung văn hóa cho người lao động.
Kể từ năm 1988, miếu được liệt kê trong danh sách các di tích của nước Cộng hòa Nhân dân Trung Hoa.